# Bârlea, Cluj
Bârlea este un sat în comuna Cornești din județul Cluj, Transilvania, România.

## Galerie de imagini

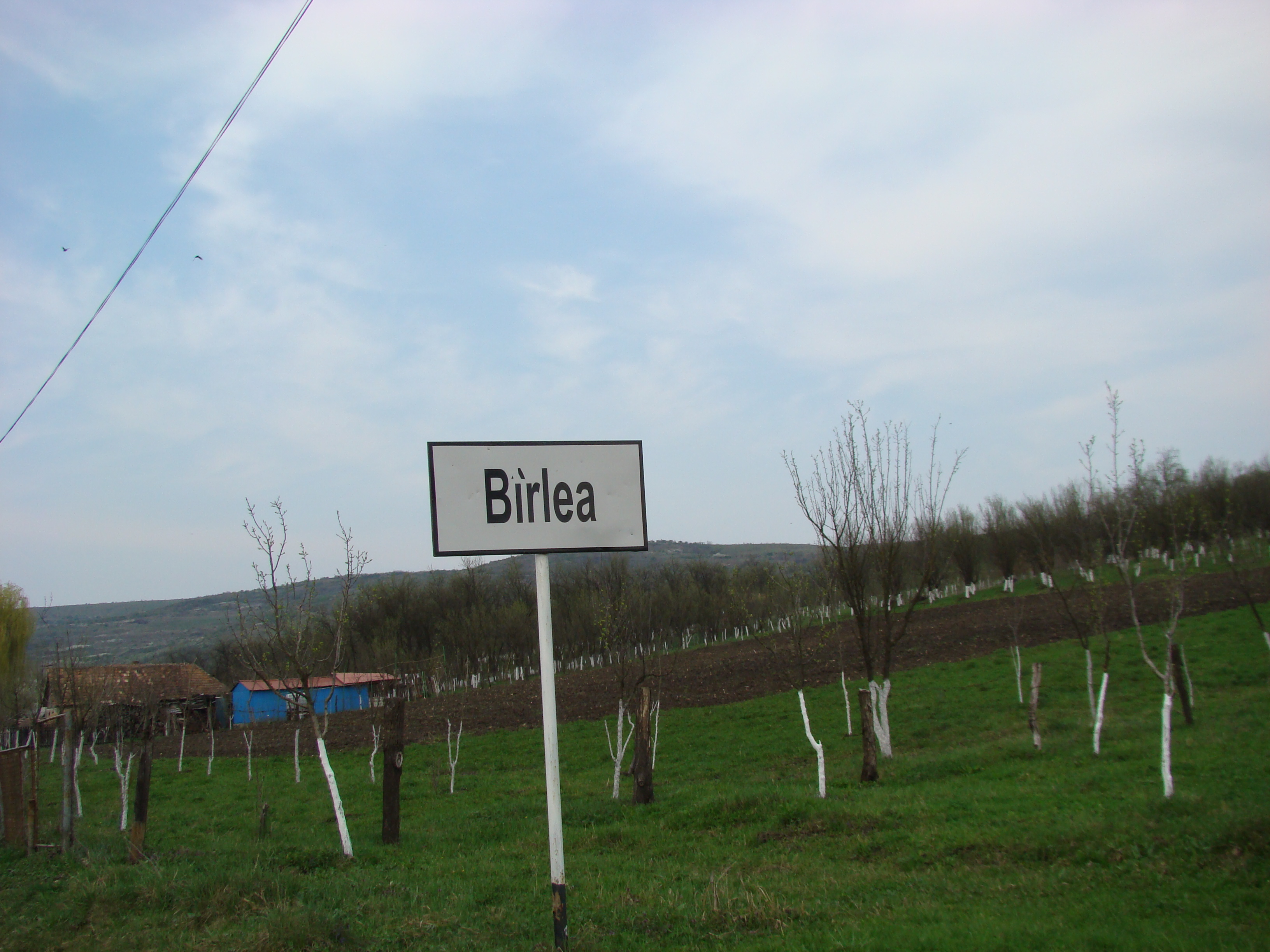
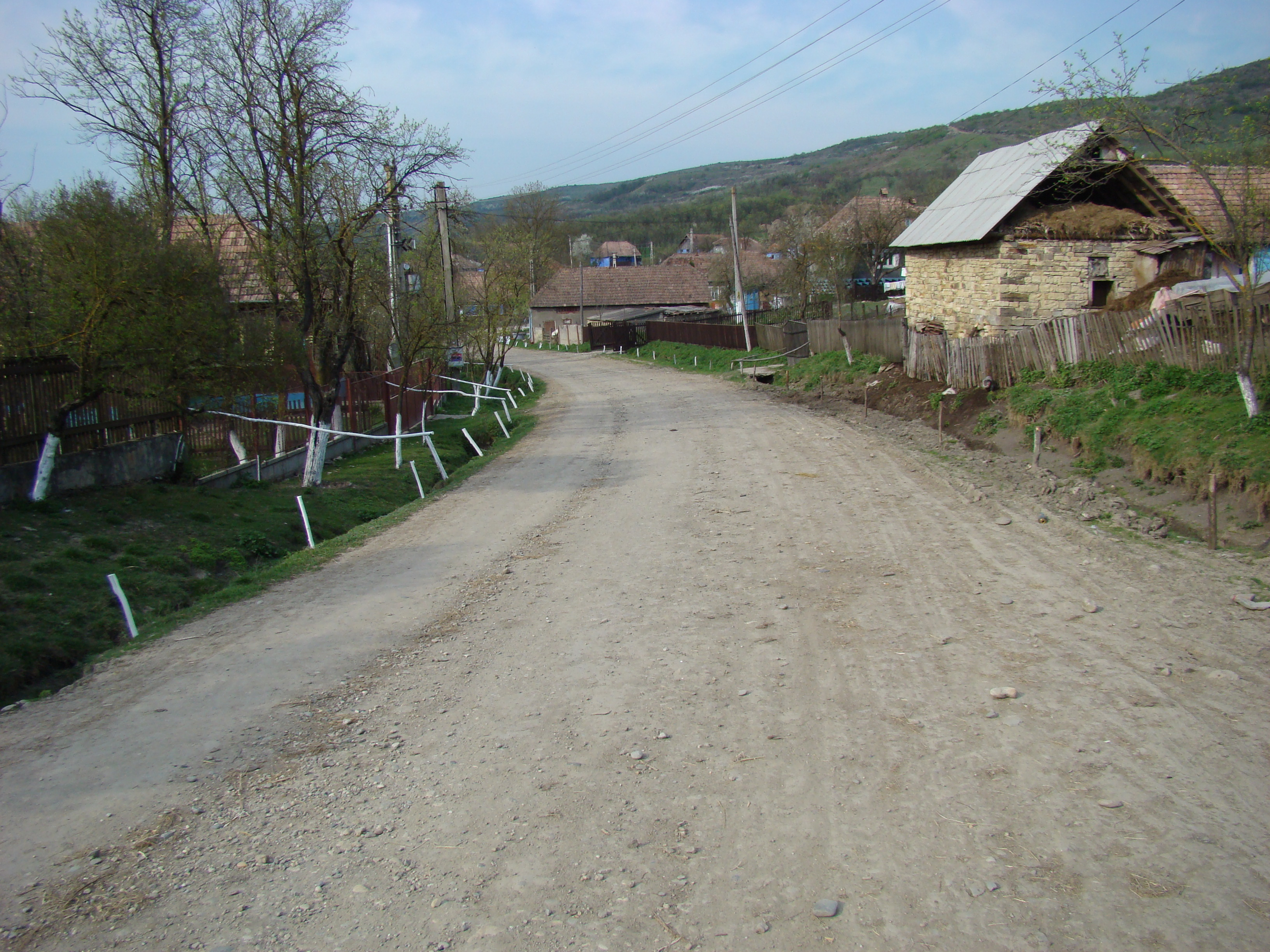
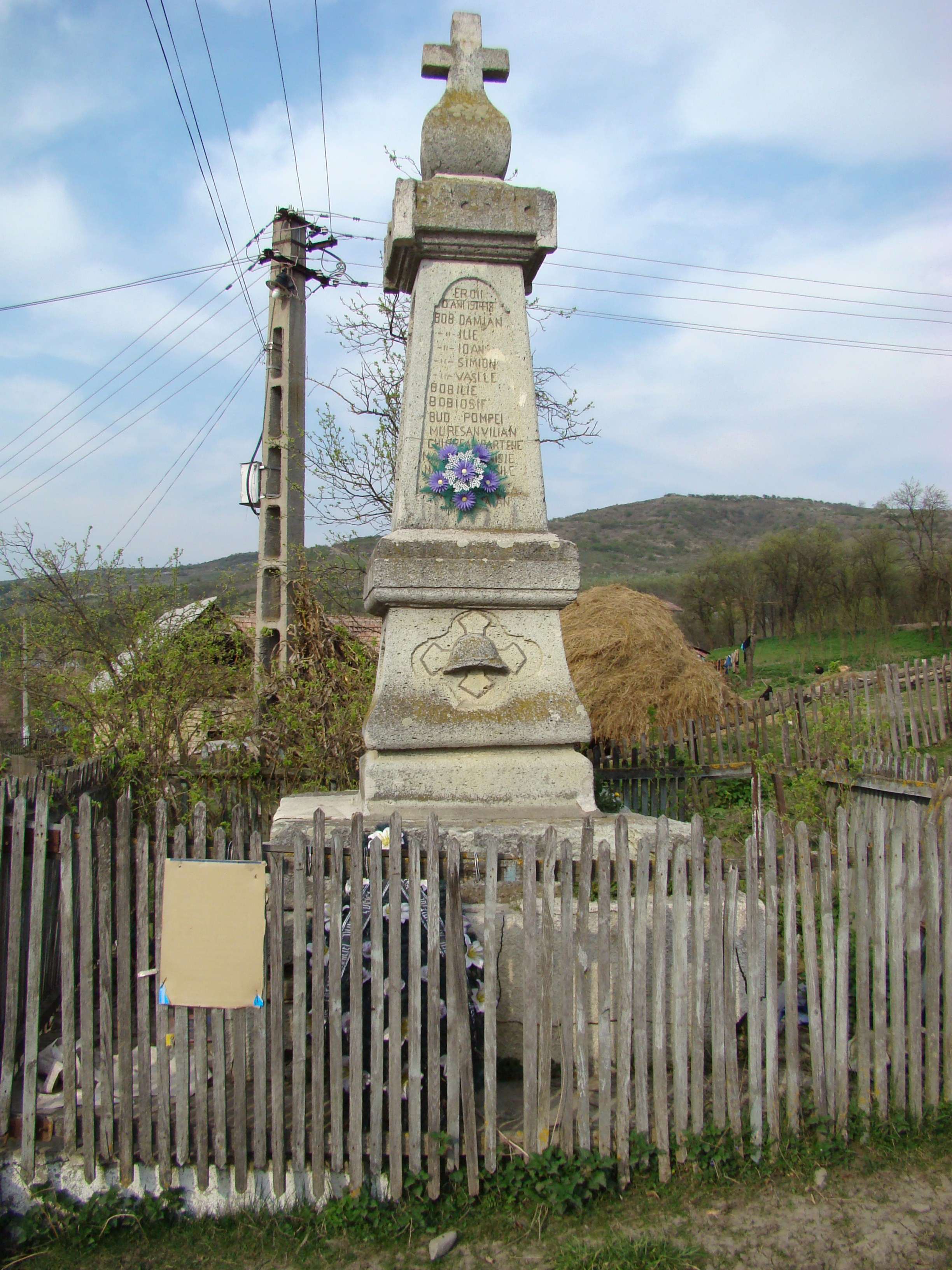
Monumentul eroilor
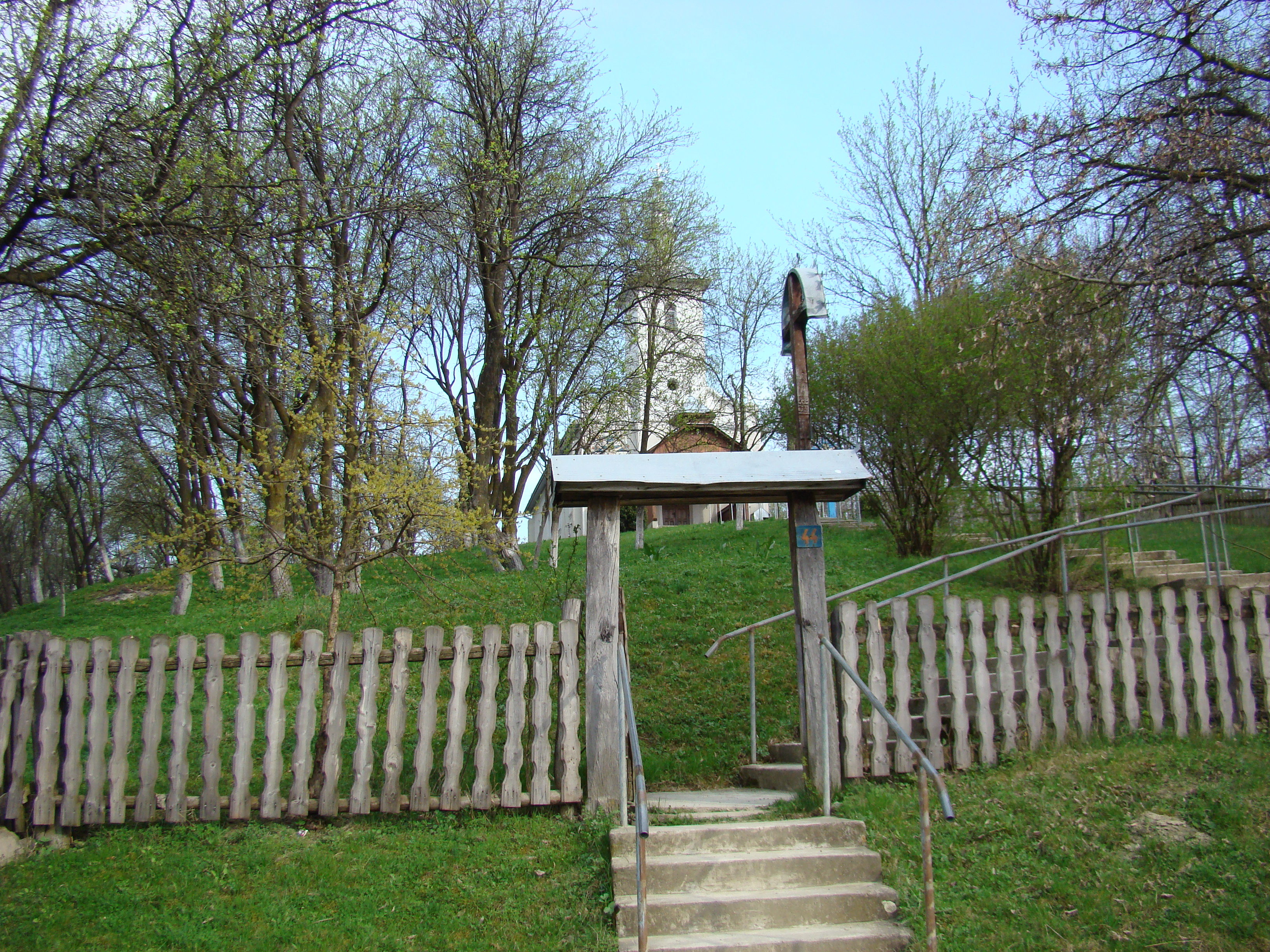
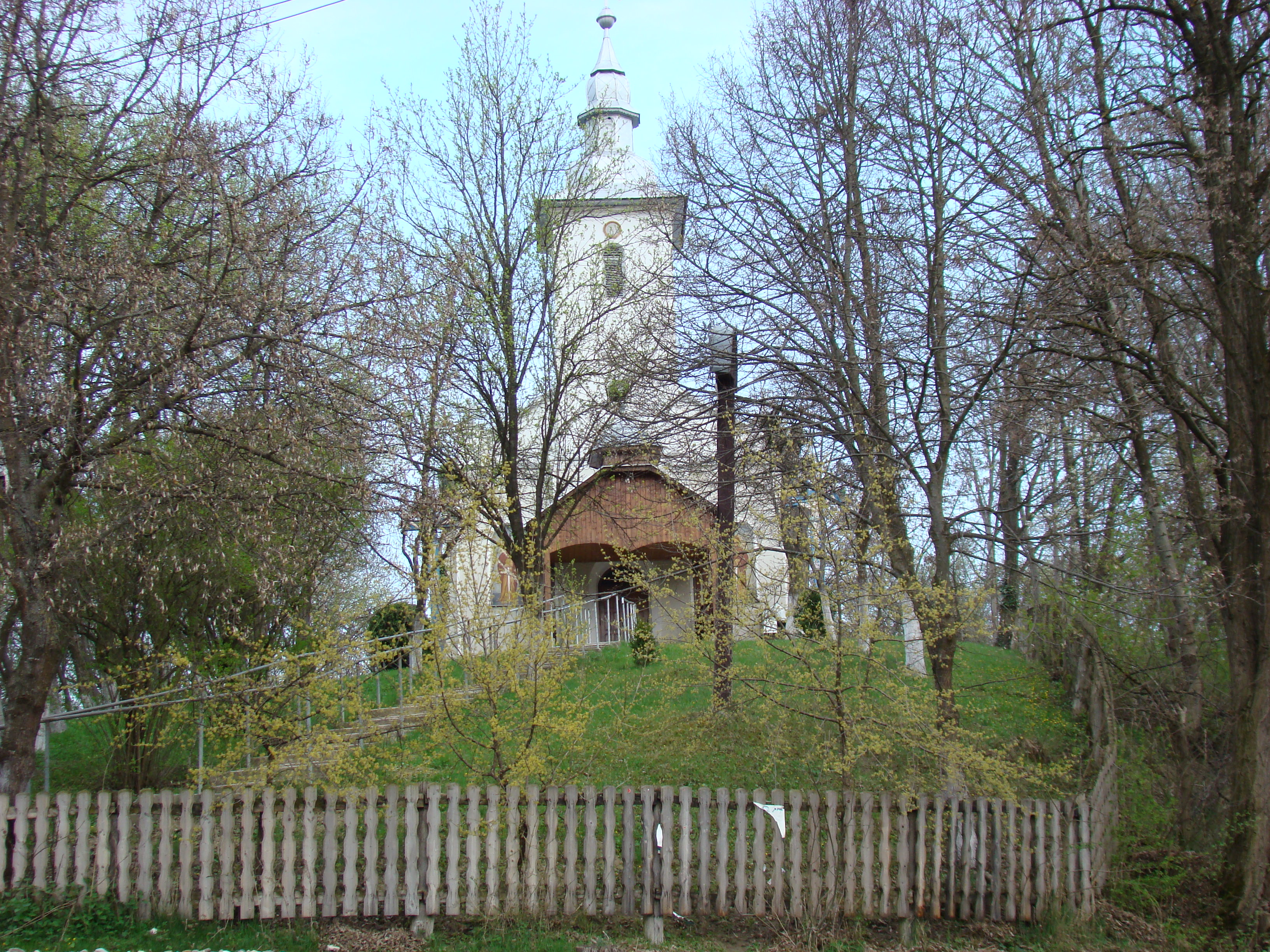
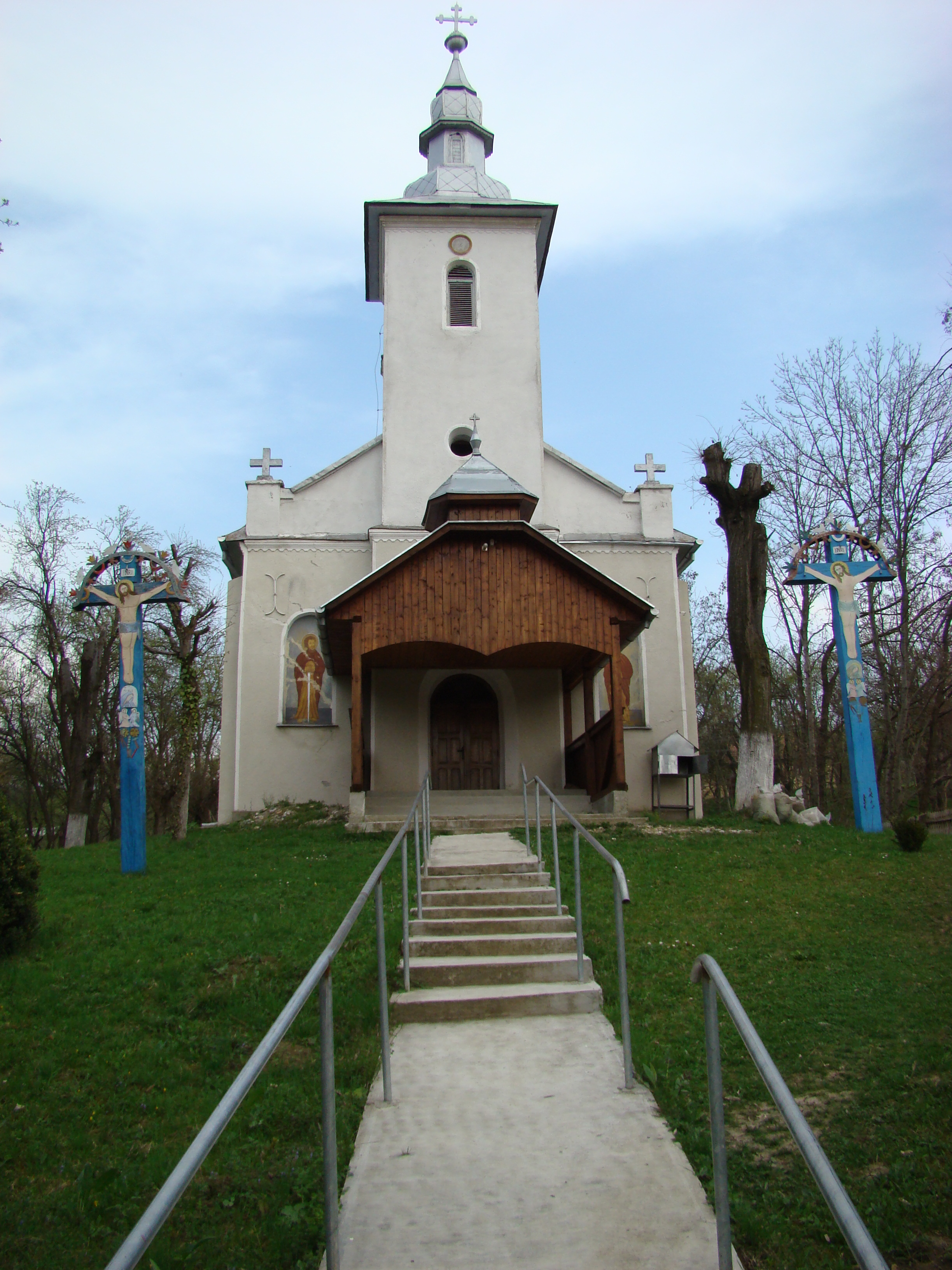
Biserica ortodoxă din Bârlea
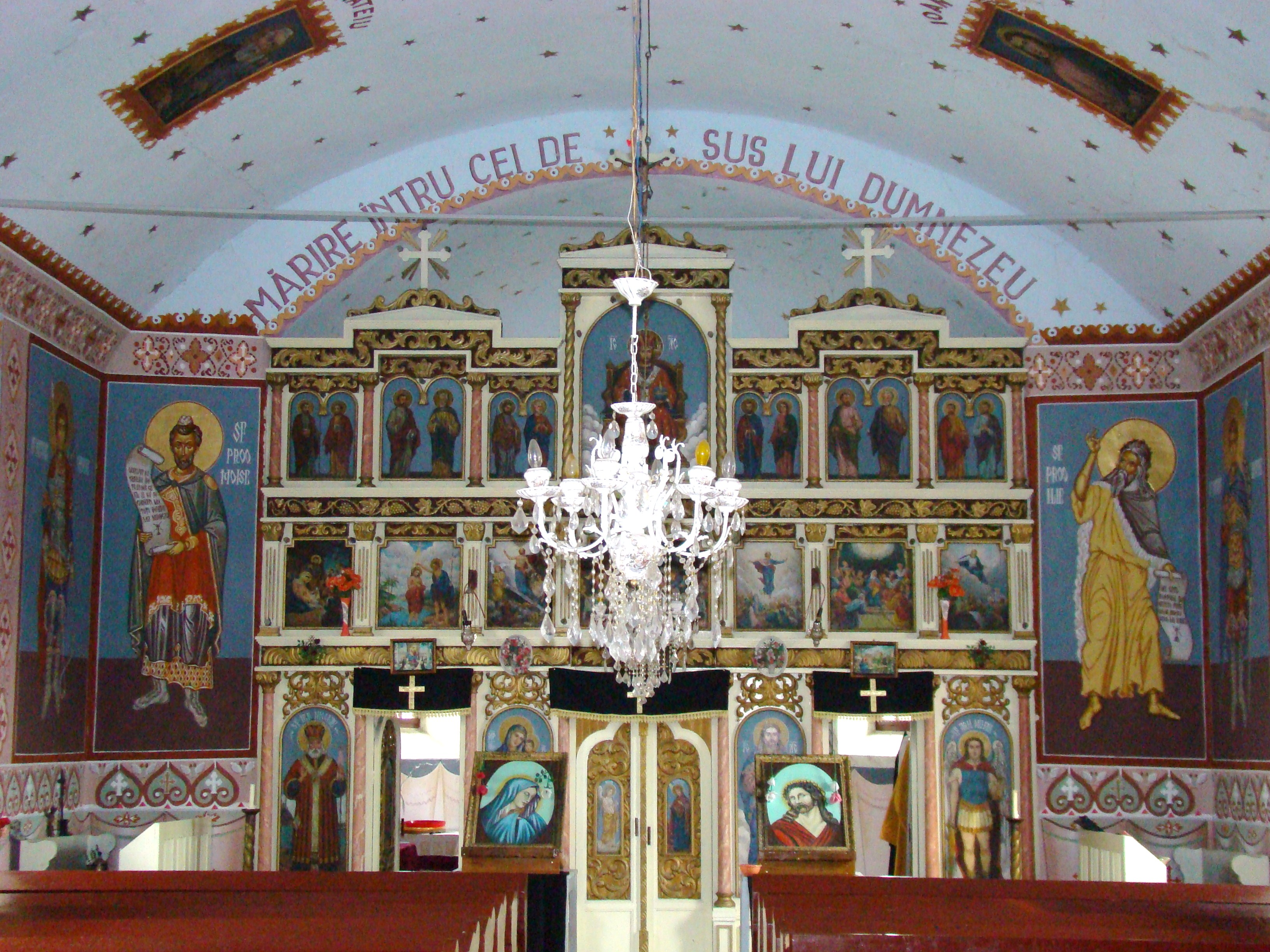
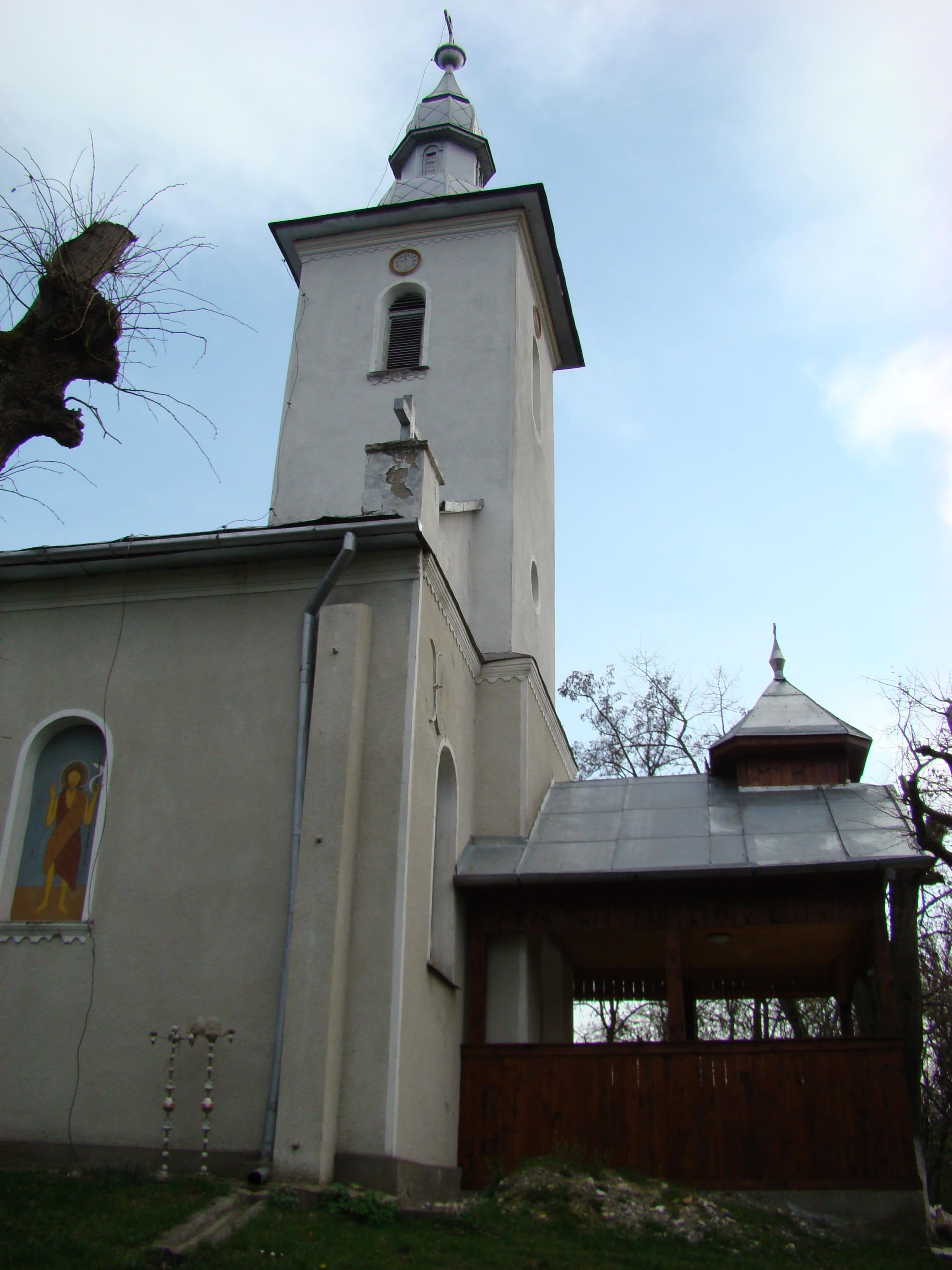
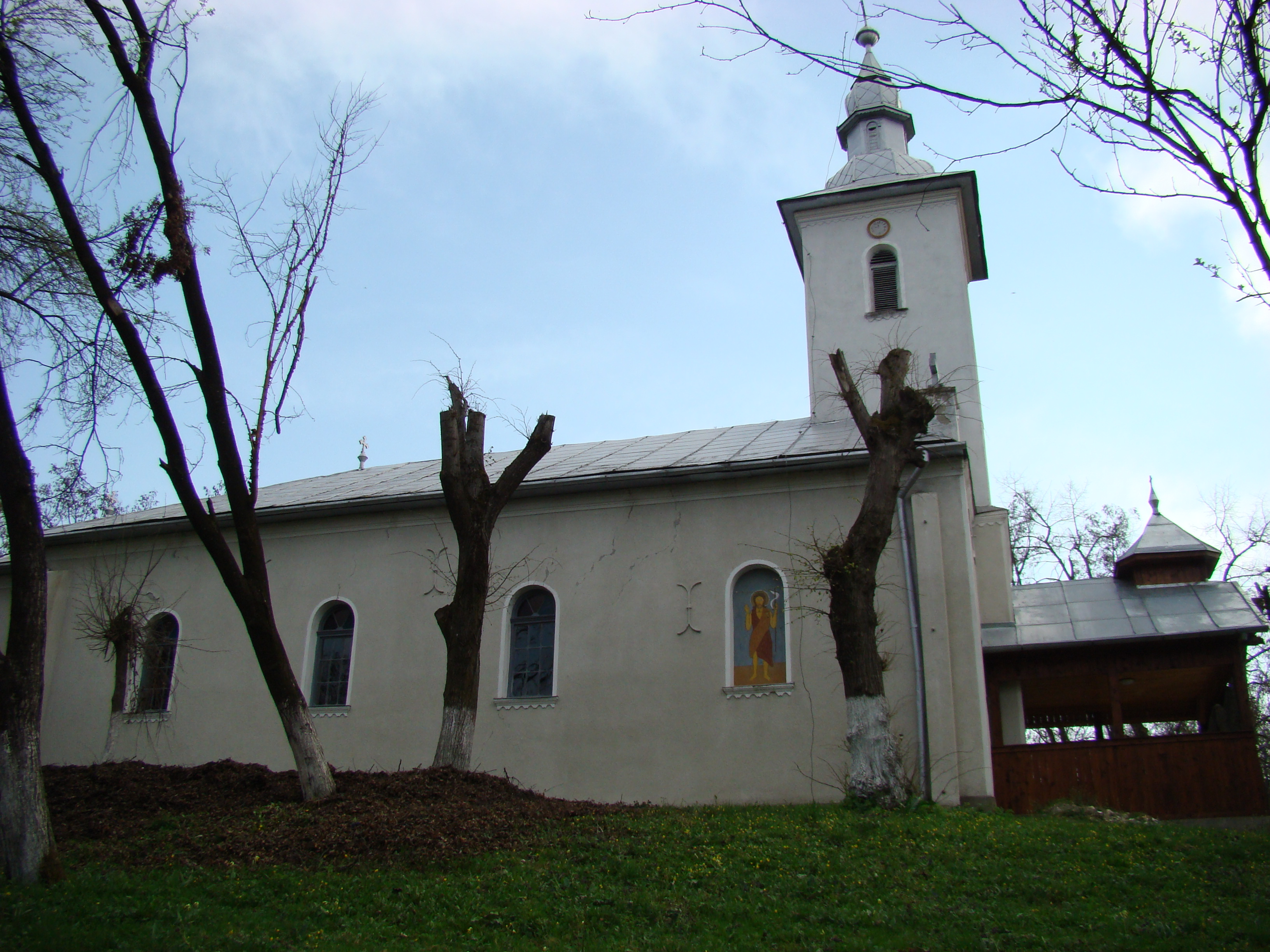
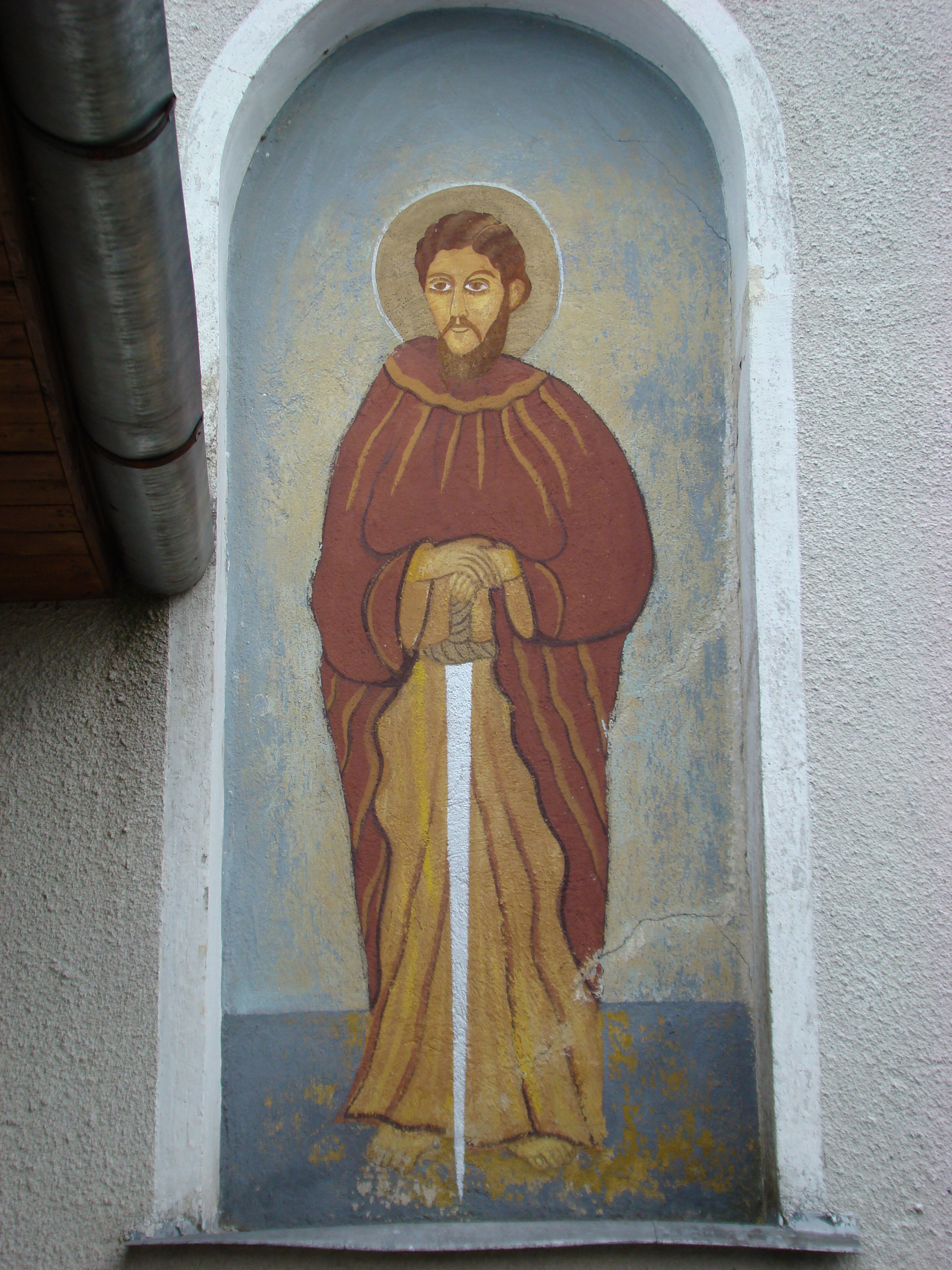
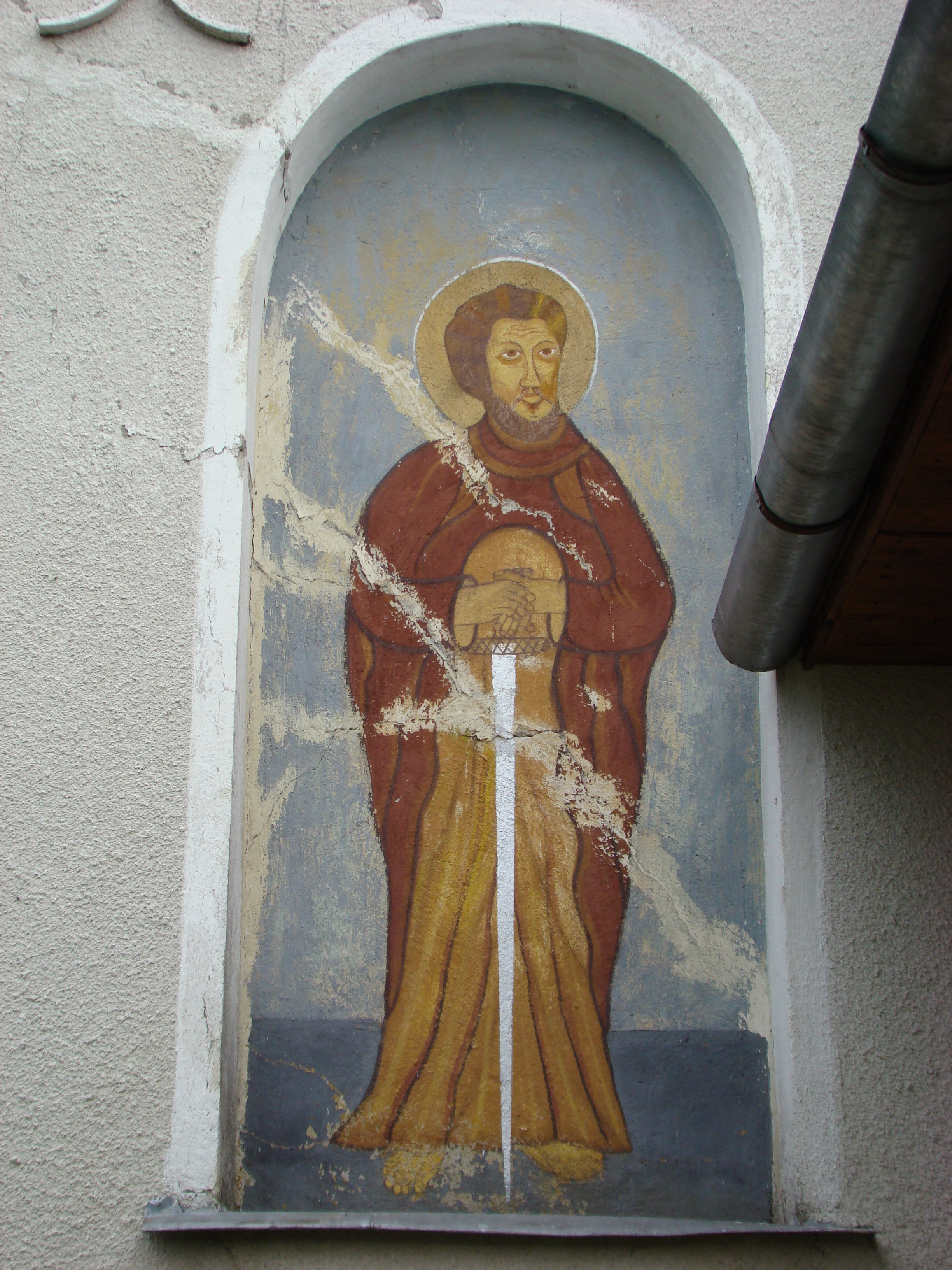
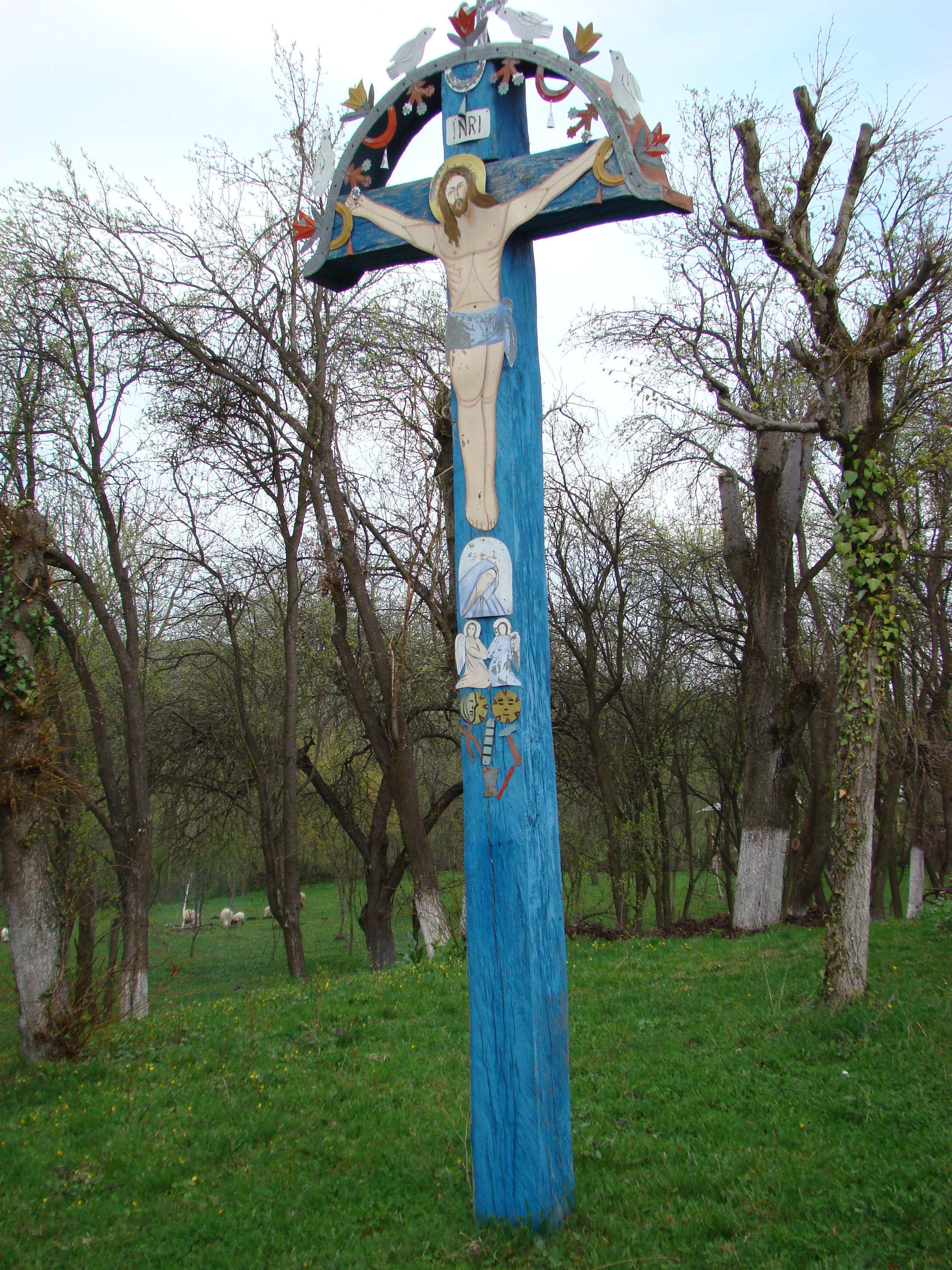

## Legături externe
Materiale media legate de Bârlea la Wikimedia Commons